# Condado de Clark (Dakota do Sul)
O Condado de Clark é um dos 66 condados do Estado americano da Dakota do Sul. A sede do condado é Clark, e sua maior cidade é Clark. O condado possui uma área de 2 507 km² (dos quais 26 km² estão cobertos por água), uma população de 4 143 habitantes, e uma densidade populacional de 1,5 hab/km² (segundo o censo nacional de 2000).